# 리버티 하이츠
《리버티 하이츠》(영어: Liberty Heights)는 미국에서 제작된 1999년 코미디 드라마 영화이다. 배리 레빈슨이 연출, 각본, 제작을 맡았으며, 에이드리언 브로디 등이 출연하였다.

## 출연진
- 에이드리언 브로디
- 벤 포스터
- 올랜도 존스
- 비비 뉴워스
- 조 만테이니아
- 리베카 존슨
- 제리 로즌솔
- 데이비드 크럼홀츠
- 저스틴 체임버스
- 캐럴린 머피
- 케빈 서스먼
- 셰인 웨스트
- 앤서니 앤더슨
- 리처드 클라인
- 제임스 피컨스 주니어
- 키어스틴 워런
- 케이티 피너런
- 제이크 호프먼
- 미샤 콜린스
- 스테이시 키블러
- 랠프 터바킨

## 기타 제작진
- 배역: 엘런 체노웨스, 캐슬린 쇼팬, 데브라 제인
- 미술: 빈센트 퍼레이니오
- 의상: 글로리아 그레셤